# Elektronegativnost
Elektronegativnost je sposobnost nekog atoma da privuče elektronski par koji unutar molekule dijeli s drugim atomom u kovalentnoj vezi. Atomi elektronegativnijeg elementa snažnije privlače vezne elektrone od atoma manje elektronegativnog elementa.
Mjera jakosti kojom atom jednog elementa u kovalentnoj kemijskoj vezi privlači elektrone atoma drugog elementa je koeficijent elektronegativnosti {\displaystyle \chi }.

## Razlike u elektronegativnosti
Elektronegativnost je dakle svojstvo kemijskih elemenata po kojoj se oni razlikuju, neki su više a neki su manje elektronegativni. Elektronegativniji atom u kemijskoj vezi jače privlači elektrone zajedničkog elektronskog para (ili više parova) koji se nalaze u zajedničkoj molekulskoj orbitali a koja čini osnovu kovalentne kemijske veze. Zbog jačeg privlačenja zajedničkih elektrona dolazi do pomaka težišta pozitivnog i negativnog naboja te elektronegativniji atom poprima negativni naboj, a manje elektronegativan atom poprima pozitivni naboj. U čistoj kovalentnoj vezi između istovrsnih atoma oba jednako sudjeluju u oblikovanju zajedničkog elektronskog para (ista elektronegativnost) ili više parova unutar zajedničke molekulske orbitale, pa se težišta pozitivnog i negativnog električnog naboja nalaze na istom mjestu.
- Zbog razlike u elektronegativnosti atoma klora i vodika veza (molekula) je polarna, ona je dipol:{\displaystyle \qquad \mathrm {{\overset {\delta -}{C}}l_{\bullet }^{\bullet }-{\overset {\delta +}{H}}} \qquad }
- Molekula vode ima dvije polarne kovalentne veze zbog kojih je molekula u cjelini polarna odnosno dipol:{\displaystyle \quad \mathrm {H^{\delta +}-O^{\delta -}-H^{\delta +}} \quad }

Pojava elektronegativnosti ima velike posljedice na svojstva tvari. Zbog razlike u elektronegativnosti atoma u molekuli cijela molekula ili njen dio mogu postati stalni dipoli, a to dalje dovodi do međumolekulskih privlačnih sila: vodikove veze, Van der Waalsove sile, Londonove sile.
Atomi elemenata s velikom energijom ionizacije i afinitetom prema elektronu imaju i veliku elektronegativnost. Za razliku od energije ionizacije i afiniteta prema elektronu, elektronegativnost je svojstvo atoma u molekuli koje nije moguće eksperimentalno odrediti. Elektronegativnost atoma nekog elementa mjeri se u odnosu na elektronegativnost atoma drugog elementa. To znači da su vrijednosti elektronegativnosti relativne.
Razlika u elektronegativnosti atoma dvaju elementa može poslužiti za prosudbu o polarnosti veze u molekuli. Ako je razlika elektronegativnosti dvaju atoma koji dijele vezni par manja od 0,4, veza među atomima smatra se nepolarnom. Ako je ta razlika u rasponu od 0,4 do 1,9, veza je među atomima polarna. Međudjelovanje atoma istoga elementa ili atoma elemenata s relativno malom razlikom u elektronegativnosti (0 - 1,9) opisuju se modelom kovalentnoga vezivanja. Njihovim vezivanjem nastaju molekule ili velike umrežene atomske strukture (poput dijamanta). Ako je razlika u elektronegativnosti veća od 1,9, tada elementi tvore ionski spoj. S obzirom na veliku razliku u elektronegativnosti elemenata koji ih grade, inski su spojevi uglavnom građeni od iona metala ili nematala.
Razlika u elektronegativnosti atoma elemenata nije potpuno pouzdan kriterij raspoznavanja kovalentnih i ionskih vrsta, ali primjenjiv je na većinu spojeva.

## Paulingova ljestvica
Vrijednost elektronegativnosti nije lako mjeriti, ali se može pokazati brojčano pomoću koeficijenta elektronegativnosti. Njih je odredio istaknuti kemičar Linus Pauling. Najelektronegativnijem elementu fluoru dao je koeficijent elektronegativnosti - 4, dok najmanji koeficijent je dobio element cezij - 0,7. Elektronegativnost ostalih elemenata kreće se između 0,7 i 4,0. Najveća vrijednost elektronegativnosti imaju atomi nemetala u gornjem desnom kutu periodnog sustava elemenata, a najmanja atoma metala doneg lijevog kuta.
| → Atomski polumjer opada → Energija ionizacije raste → Elektronegativnost raste → | → Atomski polumjer opada → Energija ionizacije raste → Elektronegativnost raste → | → Atomski polumjer opada → Energija ionizacije raste → Elektronegativnost raste → | → Atomski polumjer opada → Energija ionizacije raste → Elektronegativnost raste → | → Atomski polumjer opada → Energija ionizacije raste → Elektronegativnost raste → | → Atomski polumjer opada → Energija ionizacije raste → Elektronegativnost raste → | → Atomski polumjer opada → Energija ionizacije raste → Elektronegativnost raste → | → Atomski polumjer opada → Energija ionizacije raste → Elektronegativnost raste → | → Atomski polumjer opada → Energija ionizacije raste → Elektronegativnost raste → | → Atomski polumjer opada → Energija ionizacije raste → Elektronegativnost raste → | → Atomski polumjer opada → Energija ionizacije raste → Elektronegativnost raste → | → Atomski polumjer opada → Energija ionizacije raste → Elektronegativnost raste → | → Atomski polumjer opada → Energija ionizacije raste → Elektronegativnost raste → | → Atomski polumjer opada → Energija ionizacije raste → Elektronegativnost raste → | → Atomski polumjer opada → Energija ionizacije raste → Elektronegativnost raste → | → Atomski polumjer opada → Energija ionizacije raste → Elektronegativnost raste → | → Atomski polumjer opada → Energija ionizacije raste → Elektronegativnost raste → | → Atomski polumjer opada → Energija ionizacije raste → Elektronegativnost raste → | → Atomski polumjer opada → Energija ionizacije raste → Elektronegativnost raste → | → Atomski polumjer opada → Energija ionizacije raste → Elektronegativnost raste → |
| --------------------------------------------------------------------------------- | --------------------------------------------------------------------------------- | --------------------------------------------------------------------------------- | --------------------------------------------------------------------------------- | --------------------------------------------------------------------------------- | --------------------------------------------------------------------------------- | --------------------------------------------------------------------------------- | --------------------------------------------------------------------------------- | --------------------------------------------------------------------------------- | --------------------------------------------------------------------------------- | --------------------------------------------------------------------------------- | --------------------------------------------------------------------------------- | --------------------------------------------------------------------------------- | --------------------------------------------------------------------------------- | --------------------------------------------------------------------------------- | --------------------------------------------------------------------------------- | --------------------------------------------------------------------------------- | --------------------------------------------------------------------------------- | --------------------------------------------------------------------------------- | --------------------------------------------------------------------------------- |
| Skupina                                                                           | 1                                                                                 | 2                                                                                 | 3                                                                                 | 4                                                                                 | 5                                                                                 | 6                                                                                 | 7                                                                                 | 8                                                                                 | 9                                                                                 | 10                                                                                | 11                                                                                | 12                                                                                | 13                                                                                | 14                                                                                | 15                                                                                | 16                                                                                | 17                                                                                | 18                                                                                |                                                                                   |
| Perioda                                                                           |                                                                                   |                                                                                   |                                                                                   |                                                                                   |                                                                                   |                                                                                   |                                                                                   |                                                                                   |                                                                                   |                                                                                   |                                                                                   |                                                                                   |                                                                                   |                                                                                   |                                                                                   |                                                                                   |                                                                                   |                                                                                   |                                                                                   |
| 1                                                                                 | H 2.20                                                                            |                                                                                   |                                                                                   |                                                                                   |                                                                                   |                                                                                   |                                                                                   |                                                                                   |                                                                                   |                                                                                   |                                                                                   |                                                                                   |                                                                                   |                                                                                   |                                                                                   |                                                                                   |                                                                                   | He                                                                                |                                                                                   |
| 2                                                                                 | Li 0.98                                                                           | Be 1.57                                                                           |                                                                                   |                                                                                   |                                                                                   |                                                                                   |                                                                                   |                                                                                   |                                                                                   |                                                                                   |                                                                                   |                                                                                   | B 2.04                                                                            | C 2.55                                                                            | N 3.04                                                                            | O 3.44                                                                            | F 3.98                                                                            | Ne                                                                                |                                                                                   |
| 3                                                                                 | Na 0.93                                                                           | Mg 1.31                                                                           |                                                                                   |                                                                                   |                                                                                   |                                                                                   |                                                                                   |                                                                                   |                                                                                   |                                                                                   |                                                                                   |                                                                                   | Al 1.61                                                                           | Si 1.90                                                                           | P 2.19                                                                            | S 2.58                                                                            | Cl 3.16                                                                           | Ar                                                                                |                                                                                   |
| 4                                                                                 | K 0.82                                                                            | Ca 1.00                                                                           | Sc 1.36                                                                           | Ti 1.54                                                                           | V 1.63                                                                            | Cr 1.66                                                                           | Mn 1.55                                                                           | Fe 1.83                                                                           | Co 1.88                                                                           | Ni 1.91                                                                           | Cu 1.90                                                                           | Zn 1.65                                                                           | Ga 1.81                                                                           | Ge 2.01                                                                           | As 2.18                                                                           | Se 2.55                                                                           | Br 2.96                                                                           | Kr 3.00                                                                           |                                                                                   |
| 5                                                                                 | Rb 0.82                                                                           | Sr 0.95                                                                           | Y 1.22                                                                            | Zr 1.33                                                                           | Nb 1.6                                                                            | Mo 2.16                                                                           | Tc 1.9                                                                            | Ru 2.2                                                                            | Rh 2.28                                                                           | Pd 2.20                                                                           | Ag 1.93                                                                           | Cd 1.69                                                                           | In 1.78                                                                           | Sn 1.96                                                                           | Sb 2.05                                                                           | Te 2.1                                                                            | I 2.66                                                                            | Xe 2.6                                                                            |                                                                                   |
| 6                                                                                 | Cs 0.79                                                                           | Ba 0.89                                                                           | *                                                                                 | Hf 1.3                                                                            | Ta 1.5                                                                            | W 2.36                                                                            | Re 1.9                                                                            | Os 2.2                                                                            | Ir 2.20                                                                           | Pt 2.28                                                                           | Au 2.54                                                                           | Hg 2.00                                                                           | Tl 1.62                                                                           | Pb 2.33                                                                           | Bi 2.02                                                                           | Po 2.0                                                                            | At 2.2                                                                            | Rn                                                                                |                                                                                   |
| 7                                                                                 | Fr 0.7                                                                            | Ra 0.9                                                                            | **                                                                                | Rf                                                                                | Db                                                                                | Sg                                                                                | Bh                                                                                | Hs                                                                                | Mt                                                                                | Ds                                                                                | Rg                                                                                | Cn                                                                                | Nh                                                                                | Fl                                                                                | Mc                                                                                | Lv                                                                                | Ts                                                                                | Og                                                                                |                                                                                   |
|                                                                                   |                                                                                   |                                                                                   |                                                                                   |                                                                                   |                                                                                   |                                                                                   |                                                                                   |                                                                                   |                                                                                   |                                                                                   |                                                                                   |                                                                                   |                                                                                   |                                                                                   |                                                                                   |                                                                                   |                                                                                   |                                                                                   |                                                                                   |
| Lantanoidi                                                                        | *                                                                                 | La 1.1                                                                            | Ce 1.12                                                                           | Pr 1.13                                                                           | Nd 1.14                                                                           | Pm 1.13                                                                           | Sm 1.17                                                                           | Eu 1.2                                                                            | Gd 1.2                                                                            | Tb 1.1                                                                            | Dy 1.22                                                                           | Ho 1.23                                                                           | Er 1.24                                                                           | Tm 1.25                                                                           | Yb 1.1                                                                            | Lu 1.27                                                                           |                                                                                   |                                                                                   |                                                                                   |
| Aktinoidi                                                                         | **                                                                                | Ac 1.1                                                                            | Th 1.3                                                                            | Pa 1.5                                                                            | U 1.38                                                                            | Np 1.36                                                                           | Pu 1.28                                                                           | Am 1.13                                                                           | Cm 1.28                                                                           | Bk 1.3                                                                            | Cf 1.3                                                                            | Es 1.3                                                                            | Fm 1.3                                                                            | Md 1.3                                                                            | No 1.3                                                                            | Lr                                                                                |                                                                                   |                                                                                   |                                                                                   |
|                                                                                   |                                                                                   |                                                                                   |                                                                                   |                                                                                   |                                                                                   |                                                                                   |                                                                                   |                                                                                   |                                                                                   |                                                                                   |                                                                                   |                                                                                   |                                                                                   |                                                                                   |                                                                                   |                                                                                   |                                                                                   |                                                                                   |                                                                                   |

## Mullikenova elektronegativnost
Robert Mulliken je elektronegativnost definirao nešto drugačije. Atom elementa visokog ionizacijskog potencijala IP pokazuje malu tendenciju za predavanjem elektrona atomima drugih elemenata.
Ako pak element ima visoki elektronski afinitet EA, nastojat će privući elektrone. Odatle slijedi da tendencija povisivanja elektronskog naboja atoma nekog elementa ovisi o oba čimbenika, pa je Mulliken predložio izraz:
{\displaystyle \mathrm {\chi } ={\frac {1}{\mathrm {2} }}({{I_{P}}+{E_{A}}})}
kao fizikalno opravdan za određivanje elektronegativnosti elemenata. 
Taj prijedlog ima slabu praktičnu stranu, jer za mnoge elemente nisu poznati elektronski afiniteti.
Usporedba elektronegativnosti elemenata prema kriterijima Mullikena i Paulinga:
| Element | Mullikenova elektronegativnost | Paulingova elektronegativnost |
| ------- | ------------------------------ | ----------------------------- |
| H       | 7,17                           | 2,1                           |
| Li      | 2,96                           | 1,0                           |
| Be      | 2,86                           | 1,5                           |
| B       | 3,83                           | 2,0                           |
| C       | 5,61                           | 2,5                           |
| N       | 7,34                           | 3,0                           |
| O       | 9,99                           | 3,5                           |
| F       | 12,32                          | 4,0                           |
| Na      | 2,94                           | 0,9                           |
| Mg      | 2,47                           | 1,2                           |
| Al      | 2,97                           | 1,5                           |
| Si      | 4,35                           | 1,8                           |
| P       | 5,37                           | 2,1                           |
| S       | 7,60                           | 2,5                           |
| Cl      | 9,45                           | 3,0                           |